# Hemundervisning

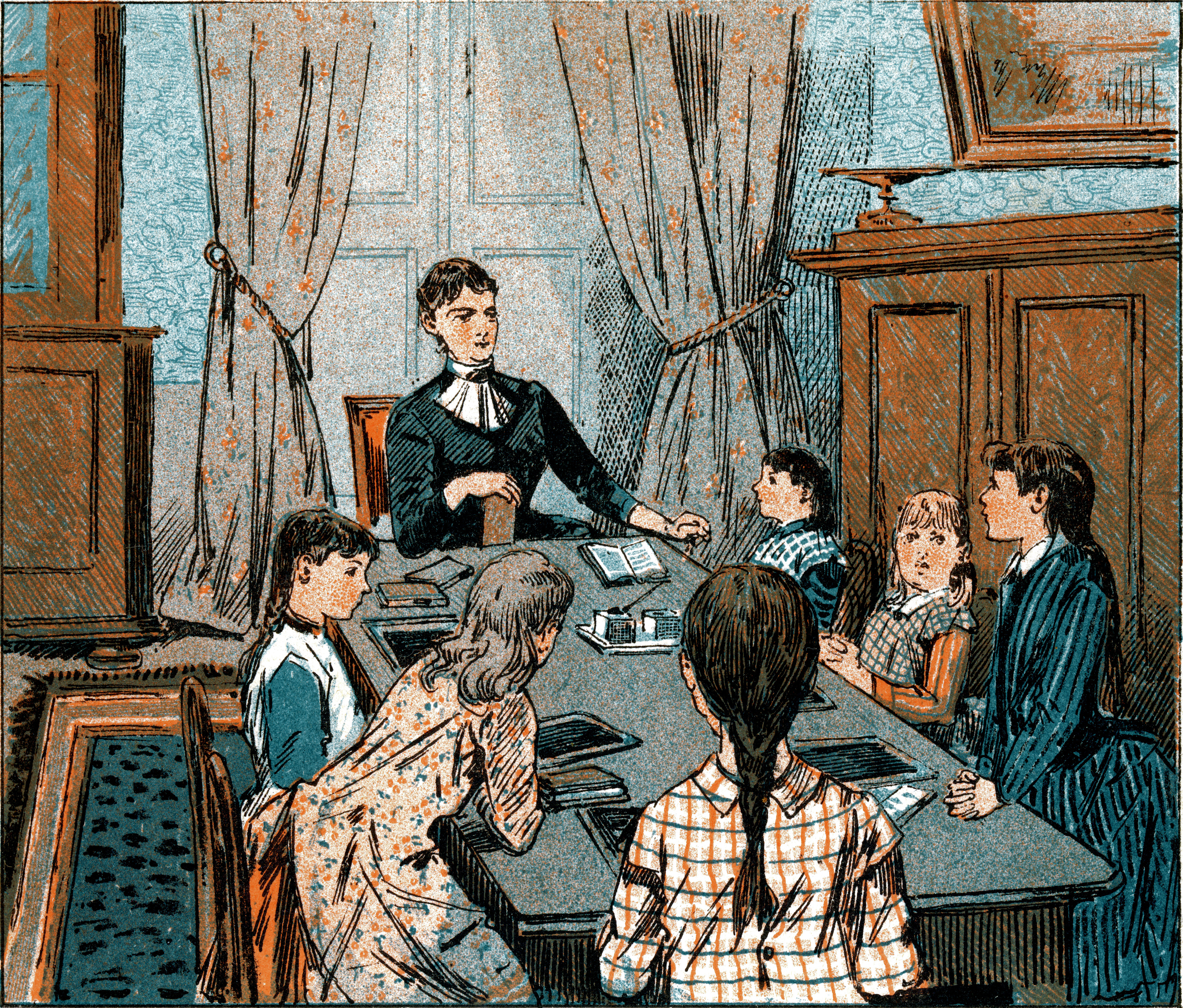

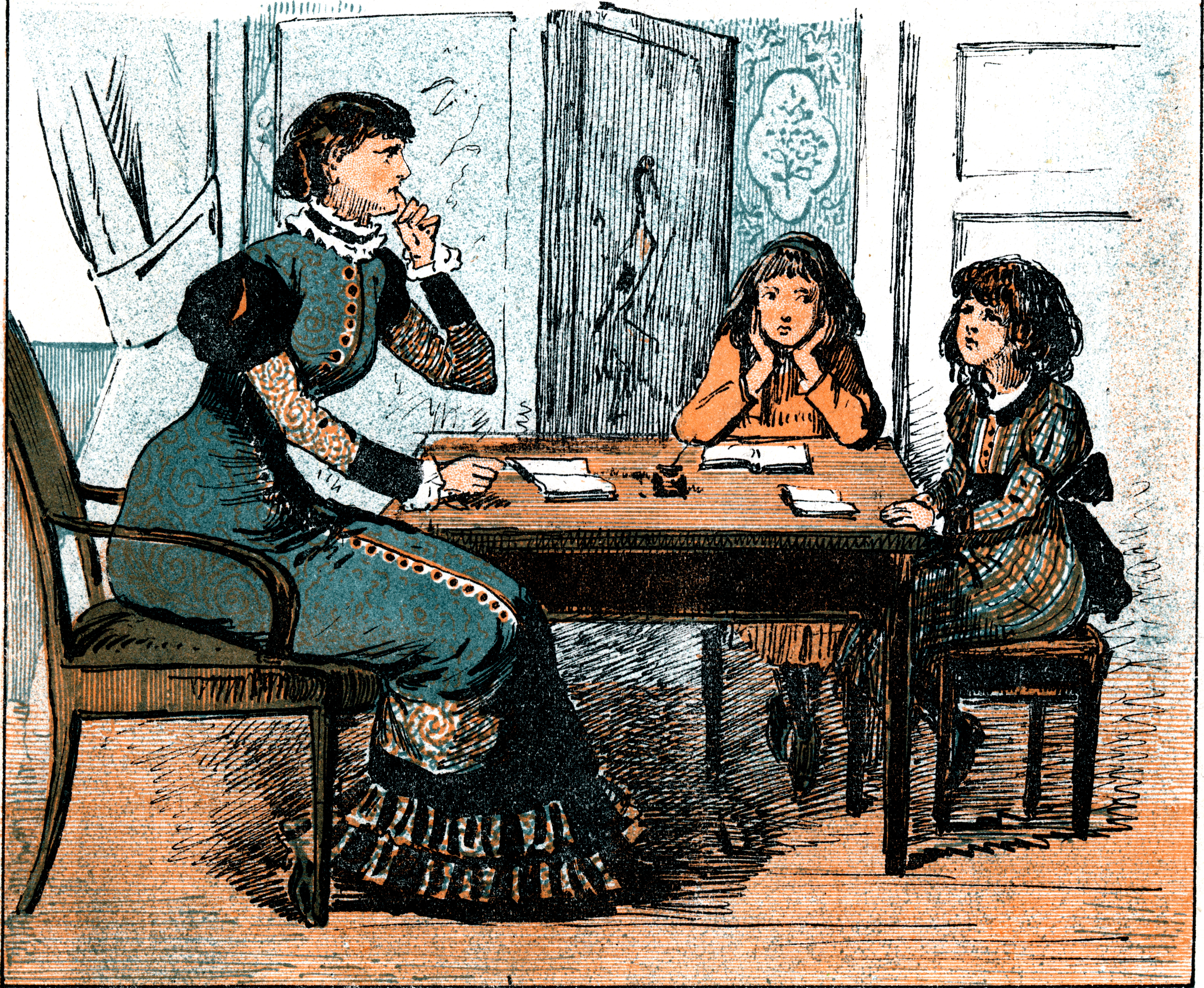

Hemundervisning, utbildning på annat sätt, enskild undervisning eller hemskola är en utbildningsform där föräldrar åtar sig ansvaret för sina barns utbildning. Många olika former förekommer. Vanligast är att föräldrar (särskilt för de lite äldre eleverna) fungerar mer som mentorer än som lärare. Kunskap och färdigheter kan inhämtas på de mest skiftande sätt och ur en mängd formella och informella sammanhang. Hemundervisning förekommer på heltid, på deltid, i kombination med distansstudier, för kortare perioder och för hela skoltiden.

## Historia
Före införandet av skolplikt och allmän folkskola utbildades de flesta barn och ungdomar i hemmiljö av föräldrar eller andra nära anhöriga. För en liten elit bedrevs hemundervisning med hjälp av privatlärare. När allmän skola infördes i västvärlden (i Sverige 1842) minskade hemundervisningens betydelse successivt.
Under senare hälften av 1900-talet har en modern form av hemundervisning vuxit fram som ett alternativ till skolgång, främst i de anglosaxiska länderna. I dessa länder har pedagogiska överväganden (t.ex. John Caldwell Holt, Raymond och Dorothy Moore, Harold Bennet, John Taylor Gatto och Ivan Illich) och andra skäl (t.ex. religiöst motiverat avståndstagande från vissa delar av innehållet i statliga läroplaner) spelat avgörande roll.

## Utbredning
Länder som USA, Canada, Australien, Nya Zeeland och England har en tillåtande inställning till hemundervisning och i vissa fall understöds hemundervisningen av statliga medel. I USA får för närvarande 2 miljoner barn sin utbildning utan att gå i skola. 
I de flesta europeiska länder är hemundervisning en laglig möjlighet som ofta är okänd av såväl föräldrar som av företrädare för utbildningsväsendet. I vissa länder, såsom Irland, Italien och Spanien, ingår rätten till hemundervisning i grundlagen. I England fanns år 2004 ungefär 160 000 barn i hemundervisning, i Frankrike över 20 000 barn, medan de skandinaviska länderna har ett fåtal barn per land som hemundervisas.

## Metoder och resultat
I den moderna hemundervisningen används en stor variation av metoder och material. En mångfald av utbildningsfilosofiska ansatser förekommer också. Inspiration hämtas ibland från kända pedagoger, till exempel Montessori, Steiner och Freinet, men lika ofta skapar föräldrarna sin egen pedagogik, eller arbetar på ett liknande sätt som i den vanliga skolan. Utbildningen är ofta individanpassad, ibland tematisk och ämnesöverskridande, ibland inspirerad av teorin om multipla intelligenser, ibland utgående från vardagen i lokalsamhället och ibland inspirerad av John Holts begrepp ”unschooling” eller ”natural learning” där barnets nyfikenhet och de lärtillfällen som vardagen ger är utgångspunkten. Vanligast är att familjerna är eklektiska, dvs. kombinerar metoder och material fritt efter eget behov.
Hemundervisning ska inte förstås i ett snävt perspektiv som ”undervisning i hemmet”. Lärandet sker ofta på många andra platser än just i ”hemmet”, (t.ex. på resor, studiebesök eller vid deltagande i självvalda kurser). Därtill kommer att de föräldrar som intar rollen av mentorer snarare än lärare, ”undervisar” endast i begränsad omfattning vilket innebär att de hemundervisade barnen och ungdomarna inte begränsas av vilka kunskaper föräldrarna har[källa behövs]. Föräldrarna hjälper de unga istället att söka kunskap på olika vägar (t.ex. privatlektioner, böcker, internet, personlig kommunikation med experter, egna experiment och iakttagelser, reflekterande dialog, lek, med mera).
Den forskning som bedrivits på hemundervisningen i de anglosaxiska länderna (och i begränsad omfattning i Norge) visar på goda resultat såväl socialt som akademiskt för de hemundervisade barnen och ungdomarna och att de hemundervisades genomsnittliga kunskapsmässiga försprång ökar med antalet år i hemundervisning. Det har inte påvisats någon signifikant skillnad i resultaten som kan härledas till föräldrarnas val av pedagogik. Forskningen visar också att faktorer så som kön, etnicitet och klasstillhörighet är mindre bestämmande för barnens studieresultat vid hemundervisning än vad de är för motsvarande urval av skolbarn.
En förklaring som ges till hemundervisningens goda resultat (oavsett föräldrarnas formella utbildningsnivå) är den stora betydelsen som den emotionella anknytningen mellan barn och vuxen har som inlärningsfaktor.

## Sverige
Hemundervisning var tillåtet enligt den svenska Skollagen (1995:1248) kap 10 § 4 (men förbjuds i de flesta fall genom lagändringen godkänd den 22 juni 2010):
4 § Ett skolpliktigt barn skall medges att fullgöra skolplikten på annat sätt än som anges i denna lag, om det framstår som ett fullgott alternativ till den utbildning som annars står barnet till buds enligt lagens föreskrifter. Behov av insyn i verksamheten skall kunna tillgodoses. Medgivande kan lämnas för upp till ett år i sänder. Under dess giltighetstid skall prövas hur verksamheten utfaller. Medgivandet skall återkallas med omedelbar verkan, om nödvändig insyn i verksamheten inte ges eller om det av annat skäl inte kan antas att förutsättningar för godkännande fortfarande föreligger.
5 § Frågor enligt 4 § prövas av styrelsen för den skola där barnet annars skulle ha fullgjort sin skolplikt. Om barnet har sådant funktionshinder som enligt 3 kap. 3 § kan vara grund för mottagande i särskolan eller specialskolan, skall styrelsen höra Socialstyrelsen innan ett medgivande lämnas eller återkallas. Lag (1995:1248).
6 § Beslut i ärenden enligt 4 § om att fullgöra skolplikten på annat sätt än som anges i denna lag får överklagas hos allmän förvaltningsdomstol. Prövningstillstånd krävs vid överklagande till kammarrätten. Lag (1995:63).
Den 1 januari 1995 inkorporerades Europakonventionen som svensk lag enligt regeringens Proposition 1993/94-117 (pdf). I tilläggsprotokollet till Europakonventionen, Artikel 2 står: Vid utövandet av den verksamhet som staten kan ta på sig i fråga om utbildning och undervisning skall staten respektera föräldrarnas rätt att tillförsäkra sina barn sådan utbildning och undervisning som står i överensstämmelse med föräldrarnas religiösa och filosofiska övertygelse.
Mot denna artikel hade Sverige vid ratificeringen 1952 reserverat sig, men 1995 återkallade regeringen denna reservation eftersom man ansåg att den inte längre behövdes, bland annat med detta argument: Under hänvisning till att dagens skolundervisning skall vara objektiv och eleverna således inte tvingas bevista en undervisning som strider mot föräldrarnas övertygelse samt till att gällande skollag ger möjlighet att fullgöra skolplikten genom fristående skolor eller genom hemundervisning, föreslår kommittén att den svenska reservationen återkallas.
Tillstånd att hemundervisa söks för ett år i taget hos ansvarig nämnd i den kommun där familjen är skriven. Det är också kommunerna som ansvarar för lagtextens ”insyn”. Vanligt är att det är den skola som barnet annars skulle ha gått i som står för den praktiska insynen, men det förekommer också att föräldrarna istället väljer en friskola att samarbeta med. En vanlig form för insyn är hembesök, i vissa fall gör eleverna prov och i andra fall bygger de sin egen portofolie som visas upp vid läsårets slut. I ytterligare andra fall är eleverna inskrivna vid en nationell eller internationell distansskola som i sin tur rapporterar till kommunen. Rutinerna för insynen liksom inställningen till hemundervisning varierar från kommun till kommun.
Några hemundervisade barn har fått avgångsbetyg från grundskolan genom tentamen och/eller portfolio. Andra har valt att gå nionde skolåret i skolan för att få avgångsbetyg. Ytterligare andra har fått avgångsbetyg genom en distansskola. Några familjer använder internationella distansskolor och får därmed utländska betyg med vilka de kan söka in på gymnasiets fria kvot eller högskolans utlandskvot.
I det förslag till ny skollag som 2009 var på remiss, föreslogs en skärpning av lagen som skulle innebära att hemundervisning försvinner som alternativ utbildningsform. Hemundervisning föreslås kunna beviljas endast om synnerliga skäl föreligger. Synnerliga skäl kan …till exempel handla om fall då en elev flyttat hit från något grannland men väljer att gå kvar i grannlandets skola under återstoden av en termin eller att en elev deltar i en filminspelning eller dylikt. Bestämmelsen bör också kunna aktualiseras när elever gör längre resor. I bestämmelsens lydelse ligger att den ska tillämpas med stor restriktivitet. Man föreslår också uttryckligen att religiösa och filosofiska skäl i framtiden inte ska räknas som synnerliga skäl.
Detta lagförslag antogs av Riksdagen den 22 juni 2010. Sverige fick därmed tillika med Tyskland den mest restriktiva lagstiftningen i Europa. Den nya skollagen, som i praktiken gör hemundervisning omöjlig, kritiseras internationellt ur ett människorättsperspektiv[källa behövs] och av de organisationer som företräder hemundervisare i Sverige och i andra länder.

## Ideologi
Konservativa människor, med starka familjevärderingar, är ofta positivt inställda till hemundervisning. Liberaler har också försvarat möjligheten till hemundervisning utifrån den liberala principen om individens frihet i motstånd mot statlig likriktning av samhället. Typiskt för totalitära, anti-konservativa och anti-liberala ideologier såsom nazism och marxism har varit deras strävan att skilja barnen från sina naturliga familjer och låta staten indoktrinera dem i enlighet med en rationalistisk ideologi.